# Widerstandsmahn- und Deserteursdenkmal in Bregenz

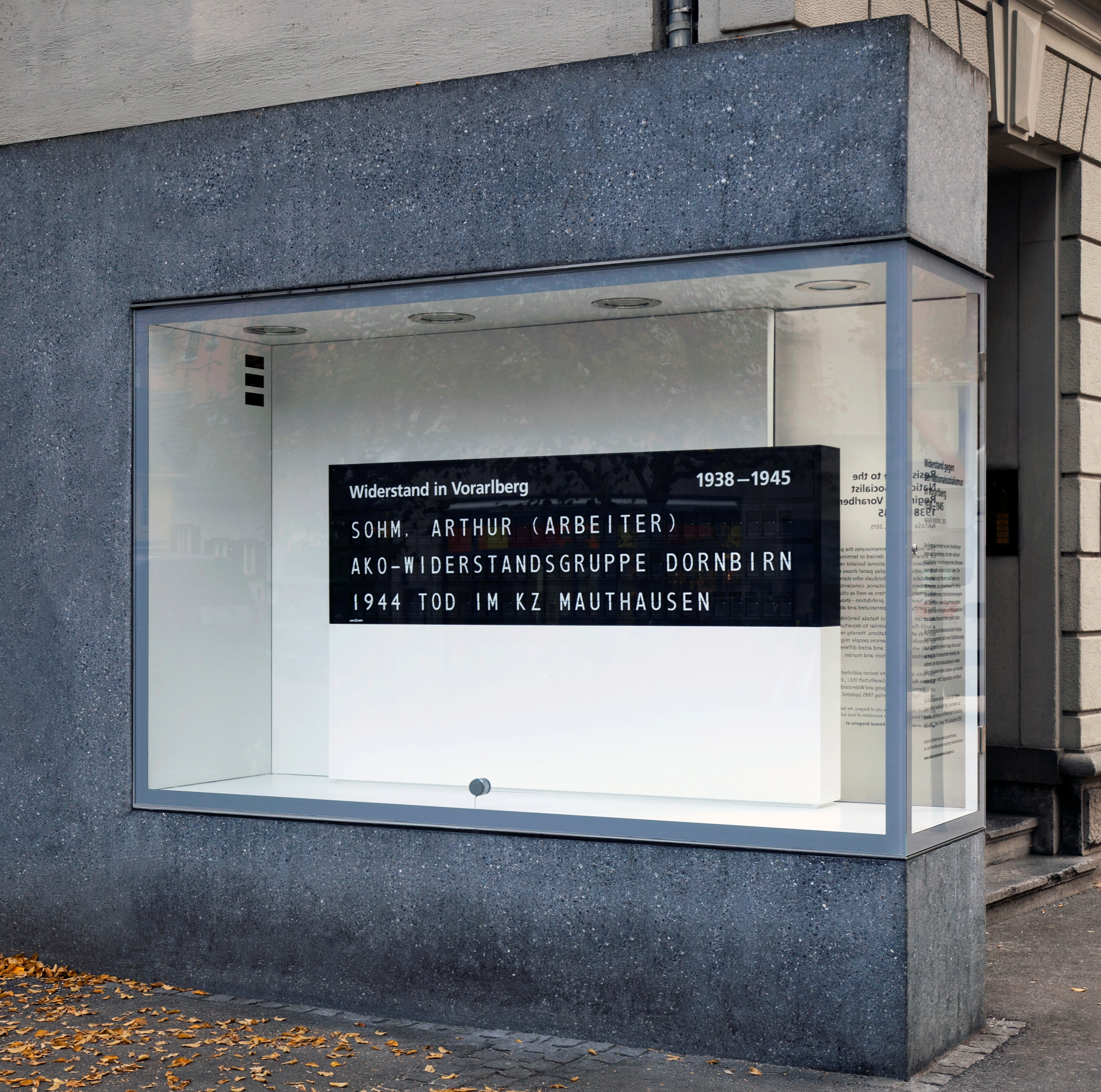
Widerstandsmahn- und Deserteursdenkmal in Bregenz (2015)

Das Widerstandsmahn- und Deserteursdenkmal ist ein Mahn- und Denkmal in der Vorarlberger Landeshauptstadt Bregenz (Österreich). Es erinnert an jene Vorarlberger, die dem nationalsozialistischen Unrechtsregime den Gehorsam verweigerten oder aufgekündigt haben, im Besonderen an Wehrdienstverweigerer und Deserteure, an Widerstandskämpfer und Bürger, die gegenüber Verfolgten und Misshandelten trotz Verbots Menschlichkeit geübt haben.
Es ist eine plastische Installation am Gebäude Rathausstraße 33/Sparkassenplatz und besteht im Wesentlichen aus einer Fallblattanzeige und wurde von der kärntner-slowenischen Medienkünstlerin Nataša Sienčnik entworfen.

## Geschichte

### Forderung eines Denkmals für Deserteure in Vorarlberg
1985 gab die Johann-August-Malin-Gesellschaft den Band Von Herren und Menschen. Verfolgung und Widerstand in Vorarlberg 1933–1945 heraus. Meinrad Pichler verfasste den Abschnitt Widerstand und Widersetzlichkeit in der Wehrmacht. In diesem Band ist ein Lexikon Verfolgung und Widerstand enthalten, das die zahlreichen Opfer der NS-Verfolgung in Vorarlberg auflistet.
Überlebende Deserteure aus der deutschen Wehrmacht wurden in Österreich nach 1945 oft als Verräter, Feiglinge oder gar als Kameradenmörder beschimpft. Das Personenkomitee Gerechtigkeit für die Opfer der NS-Militärjustiz bemühte sich seit 2002 um ihre gesetzliche Rehabilitierung.
2005 verabschiedete der Nationalrat das Anerkennungsgesetz, am 21. Oktober 2009 das Aufhebungs- und Rehabilitationsgesetz, mit dem österreichische Wehrmachtsdeserteure und andere Opfer der NS-Militärjustiz als pauschal rehabilitiert gelten.
Eine besondere Rolle spielte dabei die von der bundesdeutschen Stiftung Denkmal für die ermordeten Juden Europas konzipierte Ausstellung: Was damals Recht war ... — Soldaten und Zivilisten vor Gerichten der Wehrmacht, die in Wien 2009 gezeigt wurde. Im Herbst 2011 kam diese Ausstellung, auch nach Dornbirn. Die Eröffnungsrede am 29. September 2019 hielt Harald Welzer. Ein Begleitband zur Ausstellung dokumentiert die Schicksale von Vorarlberger Deserteuren und Wehrmachtsjustizopfern.
Im Vorfeld dieser Ausstellung forderten die Bregenzer Grünen und die Johann-August-Malin-Gesellschaft im Rahmen einer Pressekonferenz anlässlich des Tags des Denkmals am 23. September 2011 die Errichtung eines Denkmals für die Vorarlberger Wehrmachtsdeserteure und Wehrdienstverweigerer. Als Aufstellungsort wurde die Landeshauptstadt Bregenz vorgeschlagen.

### Realisierung des Projekts
Im Herbst 2012 beauftragte der Bregenzer Bürgermeister Markus Linhart eine Arbeitsgruppe mit den Vorarbeiten.
Während der Planungsphase wurde in Wien am 24. Oktober 2014 das erste Deserteursdenkmal in Österreich am Ballhausplatz der Öffentlichkeit übergeben.
In der Diskussion, welchen Zweck das Denkmal in Bregenz zu erfüllen habe, waren sich die Mitglieder der Arbeitsgruppe darüber einig, dass es nicht nur an Wehrmachtsdeserteure gemahnen solle, sondern an alle, die Widerstand gegen das NS-Regime geleistet haben. Deshalb wurde ein öffentlicher Wettbewerb zur Gestaltung eines Widerstandsmahnmals ausgeschrieben, das an alle Formen des Widerstands und der Widersetzlichkeit erinnern sollte: Das Mahnmal soll an all jene Vorarlbergerinnen und Vorarlberger erinnern, die dem nationalsozialistischen Unrechtsregime den Gehorsam verweigert oder aufgekündigt haben, im Besonderen an Wehrdienstverweigerer und Deserteure, an Widerstandskämpferinnen und Widerstandskämpfer und an Bürgerinnen und Bürger, die gegenüber Verfolgten und Misshandelten trotz Verbots Menschlichkeit geübt haben.
Die kärntner-slowenische Medienkünstlerin Nataša Sienčnik gewann den Wettbewerb. Sie präsentierte ihren Entwurf im Rahmen des Gedenktags gegen Gewalt und Rassismus im Gedenken an die Opfer des Nationalsozialismus am 5. Mai 2015 im Landhaus Bregenz.
Am 14. November 2015 wurde das Widerstandsmahnmal am Bregenzer Sparkassenplatz im Rahmen eines Festakts feierlich enthüllt. Das Denkmal in Form einer Fallblattanzeige zeigt die Namen und Lebensdaten von 100 Personen, die stellvertretend für Widerstandskämpferinnen und Widerstandskämpfer, Wehrdienstverweigerer und Deserteure, sowie Bürgerinnen und Bürger stehen, die gegenüber Verfolgten und Misshandelten trotz Verbots Menschlichkeit geübt haben. Die Namen stammen aus dem Lexikon Verfolgung und Widerstand der Johann-August-Malin-Gesellschaft, auf das über die Denkmal-Homepage zugegriffen werden kann.
Die ungarische Philosophin Ágnes Heller, Überlebende des Holocaust und emeritierte Inhaberin des Hannah Arendt-Lehrstuhls für Philosophie an der New School for Social Research in New York, hielt die Festrede.

## Rundgang und Unterrichtsmaterialien
Zur nachhaltigen Nutzung des Denkmals und seiner Inhalte wurden von erinnern.at ein Rundgang Widerstand, Verfolgung und Desertion sowie Unterrichtsmaterialien entwickelt. Außerdem wurden Videos mit Interviews mit Nachkommen von Samuel Spindler, Karoline Redler, August Weiß und Delphina Burtscher erstellt und der Historiker Meinrad Pichler stellt das Widerstands- und Deserteursdenkmal vor.